# Exact Software
Exact Software ist ein Anbieter von betriebswirtschaftlicher Unternehmenssoftware. Exact ist spezialisiert auf die Anforderungen von international tätigen Unternehmen und in 40 Ländern mit eigenen Niederlassungen vertreten. Derzeit beschäftigt Exact weltweit rund 1800 Mitarbeiter. Der Hauptsitz befindet sich in Delft (Niederlande).

## Geschichte
Das Unternehmen wurde 1984 von Eduard Hagens, Rinus Dekker, Arco van Nieuwland, Paul van Keep, Paul Fijling und Leo Schonkin in der niederländischen Stadt Delft gegründet. Zu dieser Zeit entwickelte sich bei kleinen- und mittelständischen Unternehmen ein vermehrter Bedarf nach flexiblen und kosteneffizienten Enterprise Resource Planning Lösungen. Diese Nachfrage wurde seitens Exact mit einem hierauf ausgerichteten Produkt- und Servicekonzept bedient, so dass Exact 1987 in den Niederlanden mit damals rund 50.000 Installationen Marktführer wurde. Seit dieser Zeit hat Exact sein internationales Netzwerk durch die Gründung von eigenen 40 Niederlassungen weiter ausgebaut und bedient weltweit mehr als 100.000 Kunden in 125 Ländern.
Vorstandsvorsitzender des Unternehmens ist seit April 2012 Erik van der Meijden.
2014 verkaufte das Unternehmen das deutsche Tochterunternehmen Exact Software Deutschland GmbH aus München an die sage GmbH.
Im Oktober 2014 wurde bekannt, dass Apax Partners das Unternehmen übernehmen will. Die Akquisition in Höhe von €730 Millionen wurde im April 2015 abgeschlossen. Mit der Übernahme ging auch das Delisting von der Börse Euronext einher, an der das Unternehmen seit 1999 gelistet war.

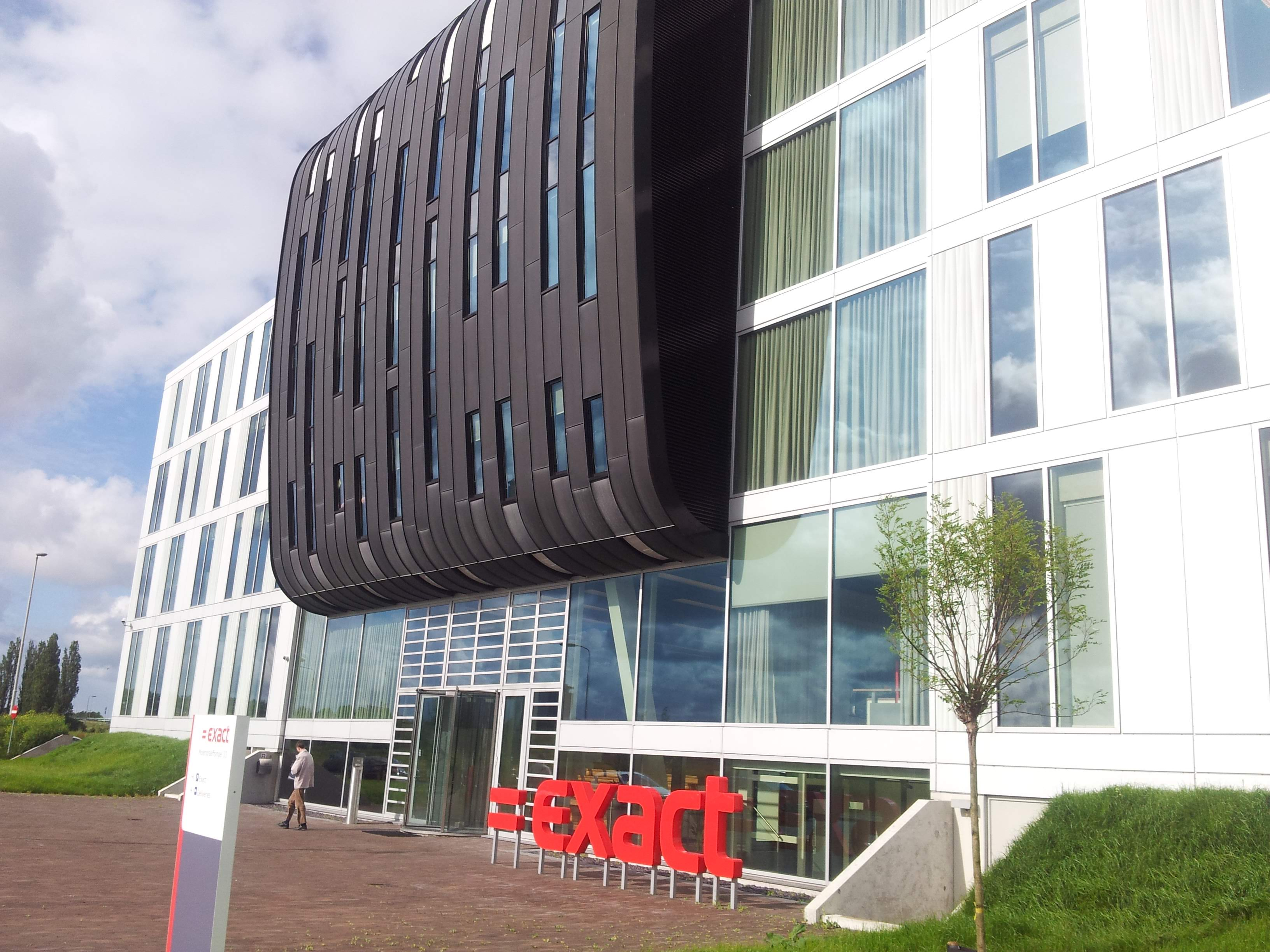
Der Hauptsitz in Delft, Niederlande

## Produkte
Die Produktpalette von Exact umfasst betriebswirtschaftliche Softwarelösungen für internationale Unternehmen.
Das Flaggschiff von Exact, Exact Globe Next ist eine weltweit verfügbar ERP-Lösung, die für mehr als 40 Länder im Standard lokalisiert ist. Hierzu gehört eine mehrsprachige Benutzerschnittstelle sowie die Erfüllung landesspezifischer Gesetzes- und Rechnungslegungsvorschriften.
Funktional integriert Exact Globe typische ERP-Funktionen wie Finanzbuchhaltung/Controlling, Fakturierung, Warenwirtschaft, Produktionsplanung, Projektverwaltung/Job costing, HRM und CRM mit einer webbasierten Groupware.
Zusätzlich zu Exact Globe Next bietet Exact noch mehrere Speziallösungen, zum Beispiel eine Lohn- und Gehaltsbuchhaltungssoftware (vormals Soft Research Lohn) die sich Exact LohnXL/XXL nennt und nur im deutschsprachigen Raum zur Verfügung steht.

## Servicekonzept
Das Servicekonzept von Exact basiert auf der direkten Betreuung der Kunden durch Exact eigene Niederlassungen bei der Implementierung und Anwendung von Exact Globe. Durch die Organisationsstruktur von Exact haben internationale Kunden in allen Ländern, in denen sie tätig sind den direkten Kontakt zu Exact. Der Support ist, wie in größeren Unternehmen üblich, in mehreren Supportebenen aufgeteilt: 1st, 2nd und 3rd Level Support. Mit dem Kunden werden SLAs vereinbart, der Kunde erhält dann für den bezahlten Zeitraum Zugriff auf Updates, Renewals und Support.

## Sponsor
Formel 1
2007 war Exact Sponsor des Teams Spyker F1 in der Formel 1. Seit 2015 ist Exact Sponsor des Formel 1 Fahrers Max Verstappen.
Rallye Dakar
2007 gewann der niederländische Fahrer Hans Stacey mit dem Exact-MAN-Team den Gesamtsieg sowie mehrere Etappensiege in der Truck-Wertung. Exact ist seit 2005 Hauptsponsor des Exact-MAN Teams.